# Zachariah Mar Severios
Zachariah Mar Severios (ur. 19 sierpnia 1978 jako Zachariah Chirathilatt) – duchowny Malankarskiego Kościoła Ortodoksyjnego, od 2022 biskup Idukki.

## Kapłaństwo
W 2006 przyjął święcenia subdiakonatu, diakonatu i Święcenia kapłańskie. 25 lutego 2022 został wybrany na biskupa. 2 czerwca roku otrzymał tytuł hieromnicha (ramban). Sakry udzielił mu katolikos Wschodu Baselios Mar Thoma Mathews III 28 lipca. 3 listopada 2022 objął diecezję Idukki.